# Liste der Monuments historiques in Cholet
Die Liste der Monuments historiques in Cholet führt die Monuments historiques in der französischen Gemeinde Cholet auf.

## Liste der Bauwerke
| Bezeichnung                       | Beschreibung                      | Standort                     | Kennzeichnung | Schutzstatus | Datum | Bild           |
| --------------------------------- | --------------------------------- | ---------------------------- | ------------- | ------------ | ----- | -------------- |
| Menhir La Pierre Plate            | Neolithikum                       | (Lage)                       | PA00109053    | Inscrit      | 1976  | weitere Bilder |
| Kirche Sacré-Coeur                | Erbaut 1937                       | 14, rue Marc-Sangnier (Lage) | PA00109417    | Classé       | 1991  |                |
| Petit menhir du Champ de la Garde | Neolithikum                       | (Lage)                       | PA00109052    | Inscrit      | 1976  | weitere Bilder |
| Turm                              | Erbaut im 16. Jahrhundert         | (Lage)                       | PA00109054    | Inscrit      | 1969  | weitere Bilder |
| Kirche Notre-Dame                 | Erbaut Mitte des 19. Jahrhunderts | (Lage)                       | PA49000020    | Inscrit      | 1999  | weitere Bilder |